# Wojewodowie gnieźnieńscy
Wojewodowie gnieźnieńscy – wojewodowie województwa gnieźnieńskiego I Rzeczypospolitej (1768–1793)
- 1768–1775 August Kazimierz Sułkowski
- 1775–1786 Antoni Sułkowski
- 1786–1789 Franciszek Ksawery Kęszycki
- 1790–1790 Roch Zbijewski
- 1790–1793 Józef Radzimiński